# Jorefjordens naturreservat
Jorefjorden är ett naturreservat i Kville socken i Tanums kommun i Bohuslän.
Området är skyddat sedan 1969 och omfattar 74 hektar. Det är beläget mellan Hamburgsund och Fjällbacka och består av en grund, bred havsvik med omgivande strandängar. Det ingår även några öar.
I havsviken mynnar ån Jorälven från sydost och ån Träsvallälven samt Edstensbäcken från nordost. Estuariet omges av betade salt- och strandängar. De grunda näringsrika bottnarna är en förutsättning för ett rikt fågelliv. 
De inre näringsrika vikarna med omgivande strandängar är viktiga häck- och övervintringsplatser för sjöfågel och vadare. Här finns till exempel gräsand, kricka, bläsand, sångsvan, knipa och rödbena. 
Området är också viktigt som uppväxtområde för fisk.
Området ingår i EU:s ekologiska nätverk av skyddade områden, Natura 2000. Det förvaltas av Västkuststiftelsen.

## Galleri
- Jorefjordens naturreservat och Sävhedkilarna med fågelliv, 2023.

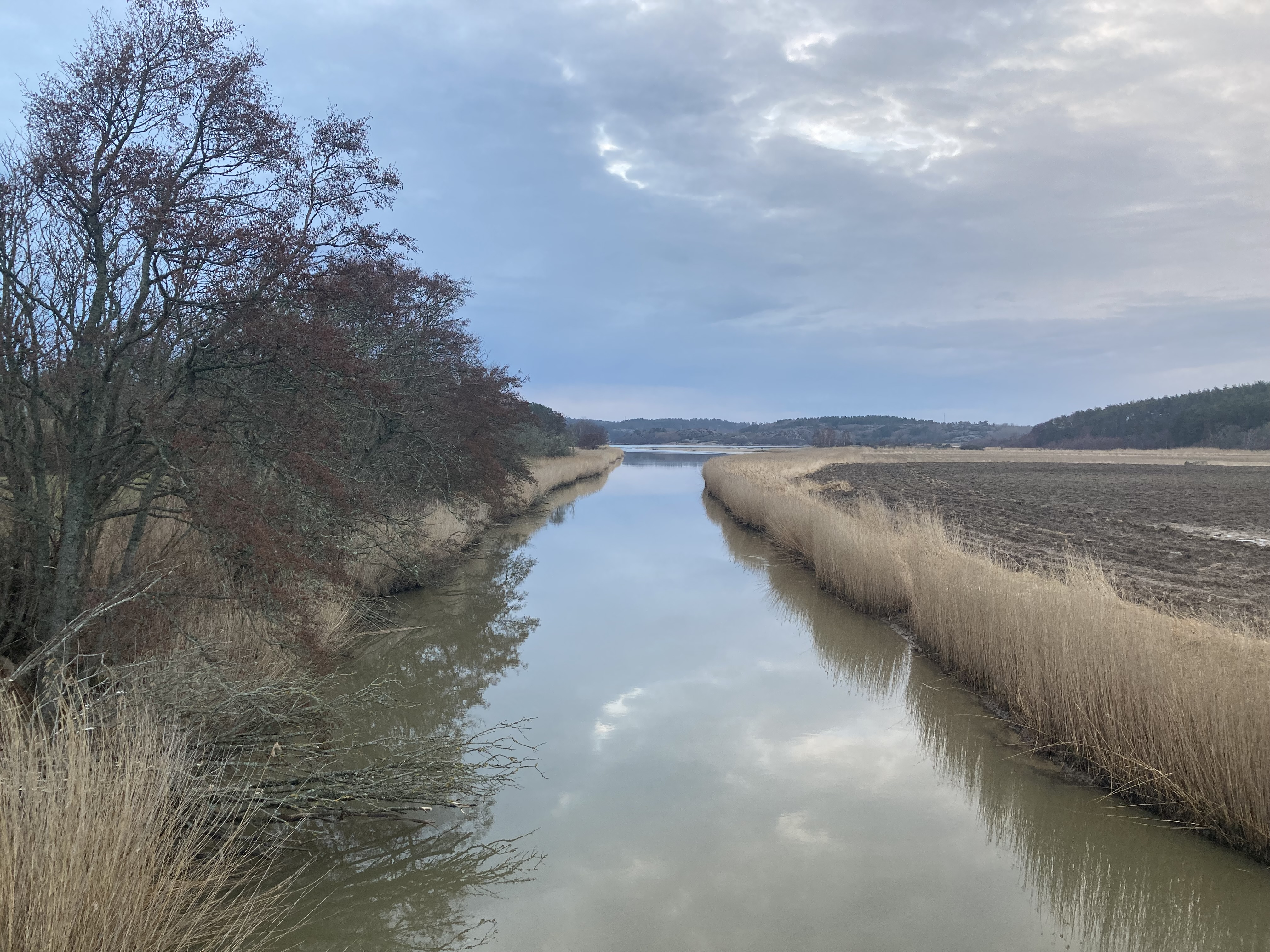
Jorälvens utlopp, 2023.
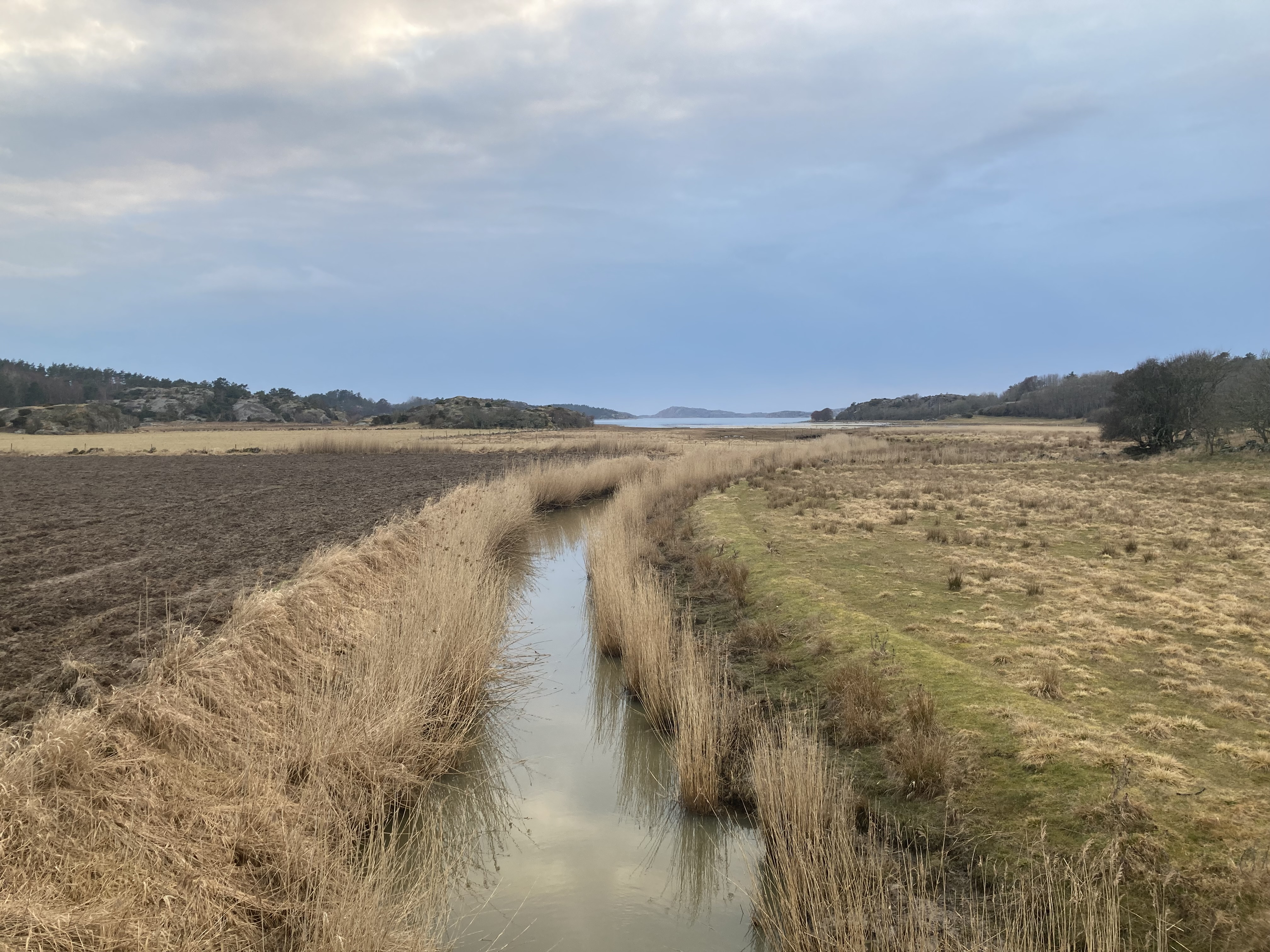
Träsvallälvens utlopp, 2023.